# Discothyrea chimera
Discothyrea chimera (лат.) — вид мелких муравьёв рода Discothyrea из подсемейства Proceratiinae (Formicidae). 

## Этимология
Название вида связано со своеобразным сочетанием признаков. Химера была мифологическим монстром, чьё тело было амальгамой различных существ.

## Распространение
Африка: Танзания (Morogoro Region, Kilosa, Mamiwa-Kisara Forest Reserve).

## Описание
Мелкого размера муравьи желтовато-коричневатого цвета с загнутым вниз и вперёд кончиком брюшком; длина рабочих около 2 мм. От близких видов отличается следующими признаками: жевательный край мандибул с заметным изогнутым субапикальным зубцом; субквадратная голова с резко очерченными переднебоковыми щечными углами; передний край наличника с длинными прямостоячими щетинками; проподеум незубчатый; голени средних пар ног без апиковентральной шпоры; петиолярный узелок дорсально сильно аттенюирован и в профиль плоский; четвёртый абдоминальный тергит AT4 примерно в 1,2 раза длиннее, чем третий AT3; на дорсальных поверхностях отсутствуют прямостоячие щетинки. Длина головы рабочих (HL) 0,45 мм, ширина головы (HW) 0,35 мм. Усики рабочих 8-члениковые с сильно увеличенным вершинным члеником. Голова округло-овальная, глаза мелкие и расположены в передне-боковой части головы. Охотятся на яйца пауков и других членистоногих. Стебелёк между грудкой и брюшком состоит из одного узловидного членика (петиоль).

## Систематика
Вид был впервые описан в 2019 году американским мирмекологом Франциско Хита-Гарсиа (California Academy of Sciences, Сан-Франциско, США) и его коллегами по типовым материалам из Африки. Таксон включён в видовой комплекс Discothyrea traegaordhi. Вместе с 50 другими видами образует род Discothyrea, включаемый в подсемейство Proceratiinae.